# مونسو (مترو باريس)
مونسو (بالفرنسية: Monceau)‏ هي محطة مترو تابعة لمترو باريس تقع في فرنسا في الدائرة الثامنة في باريس.[بحاجة لمصدر]